# Лоренцен, Урзель
У́рзель Ло́ренцен (нем. Ursel Lorenzen) — агент Министерства государственной безопасности ГДР. С начала 60-х годов Лоренцен работала секретарём в штаб-квартире НАТО в Брюсселе и была завербована агентом Дитером Вилем, которому было поручено установить с ней личный контакт. В 1979 году Лоренцен, которой угрожало разоблачение в результате следствия по делу Федеральной службы защиты конституции ФРГ, выехала в ГДР, где дала пресс-конференцию.